# Бирладень
Бирладень (рум. Bîrlădeni) — село в Молдові в Окницькому районі. Розташоване в південній частині району. Адміністративний центр однойменної комуни, до складу якої також входять села Паладя і Ружніца.
Більшість населення - українці. Згідно з переписом населення 2004 року - 478 осіб (65%).

## Археологія
- На північний захід від села розташовані три кургани висотою близько 2 м кожний на відстані близько 300 м один від одного. Вони відомі під назвою Бирладеньські могили. Насипи розорюються.
- На захід від села на вершині пагорба розташований курган висотою близько 4 м, який в околицях також називають Бирладеньська могила.
- Три кургани, що відомі під назвою Ружніцькі могили, знаходяться на північно-східній околиці села, ліворуч від дороги Бирладень - Редіул-Маре. Насипи, висотою близько 2 м кожний, розташовані в ряд на відстані 500 м один від одного. Їх поверхні розорюються.